# Muharrem İnce
Muharrem İnce (Elmalık, província de Yalova, 4 de maio de 1964) é um professor de física e político turco, membro do Partido Republicano do Povo (CHP), e deputado por Yalova.
Foi candidato nas eleições presidenciais turcas de 2018. Nessa eleição teve 30,67% dos votos (15304660 votos). Prometia, se eleito, vender o palácio presidencial, construído sob Recep Tayyip Erdoğan, ou convertê-lo num "templo do conhecimento".

## Posicionamento político

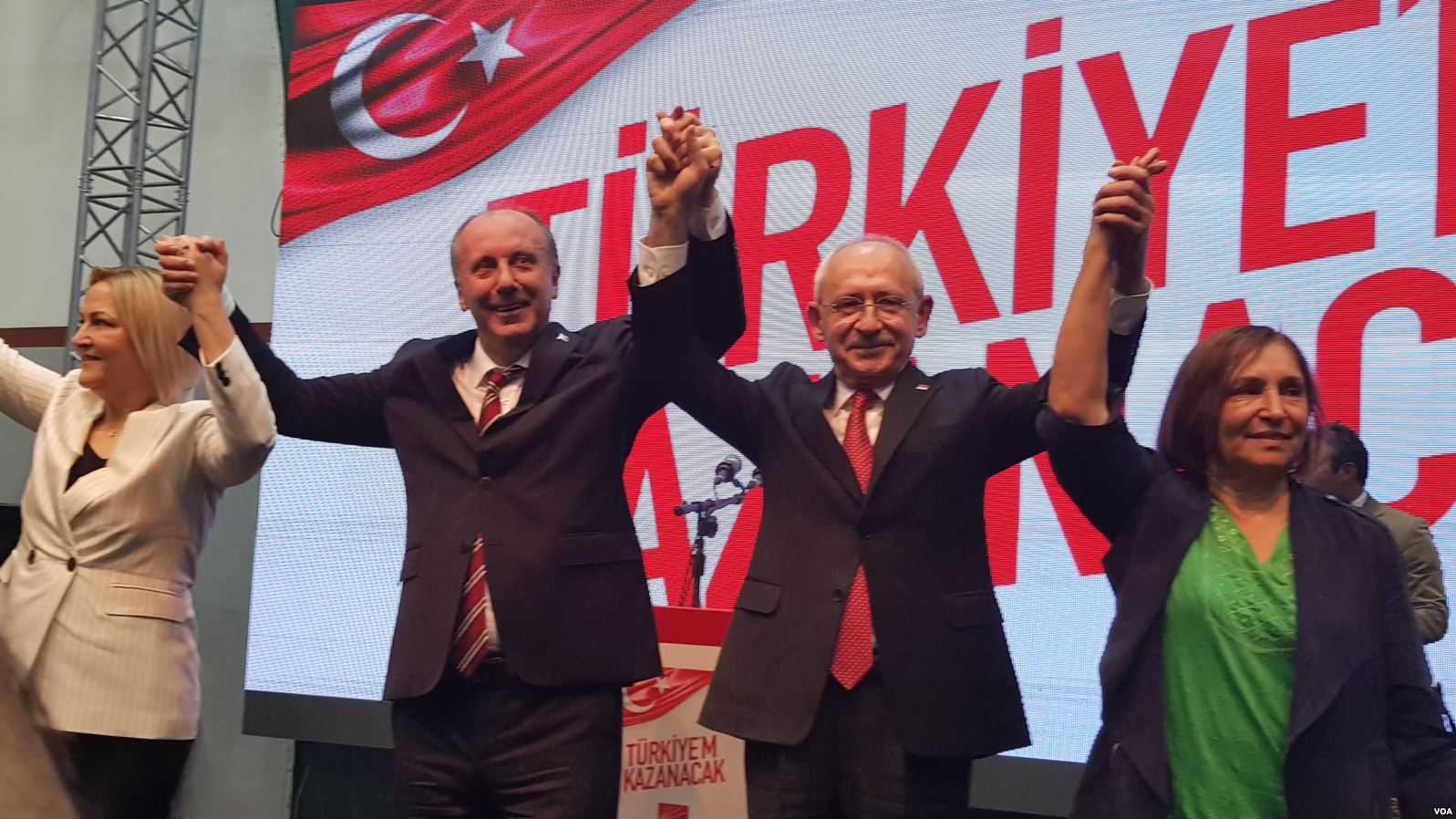
Muharrem İnce é anunciado como candidado presidencial do CHP às eleições presidenciais turcas de 2018

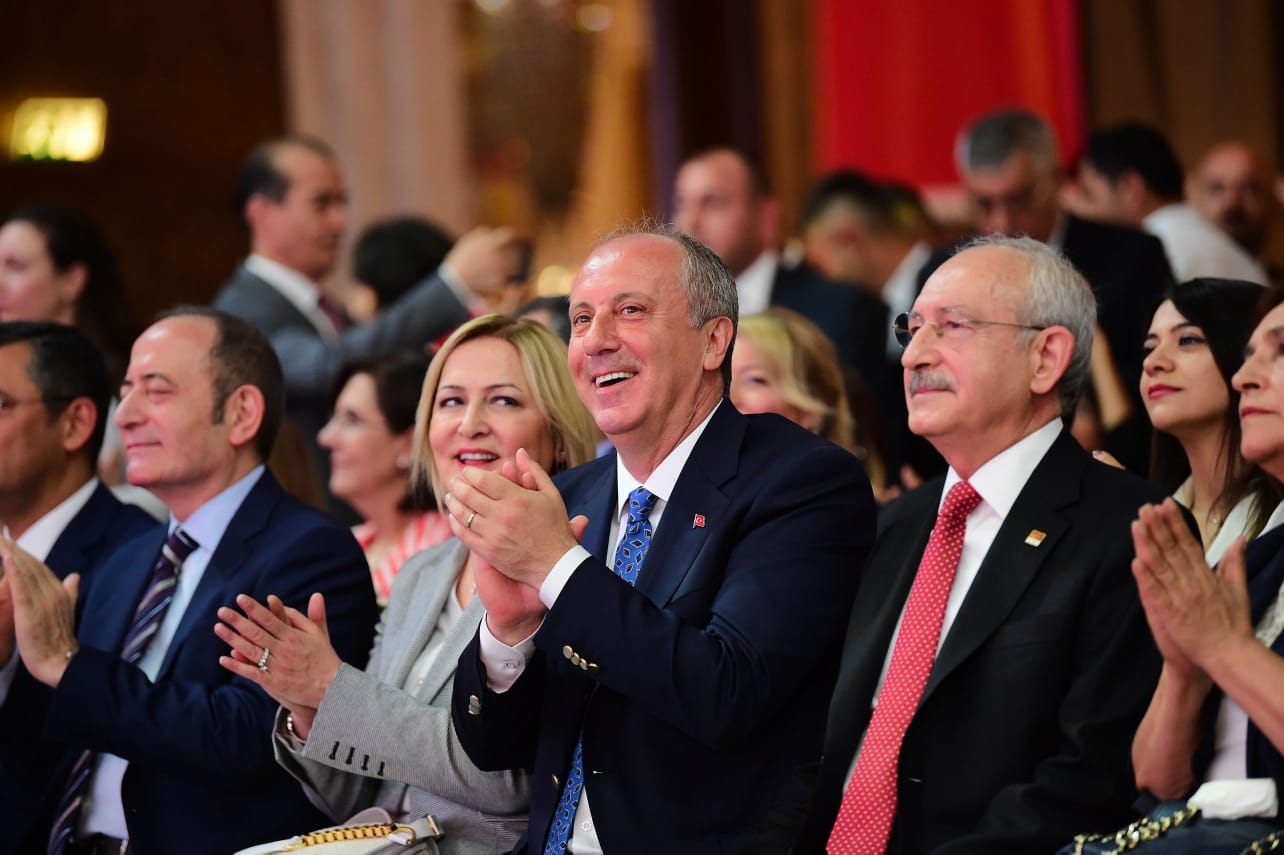
Muharrem İnce no lançamento do manifesto eleitoral do Partido Republicano do Povo, 26 de maio de 2018

Em 2013, como membro do parlamento, disse sobre o AKP e alguns membros do seu partido, o CHP, a quem acusa de utilizar o tema hijab, "a minha irmã usa um lenço na cabeça, mas não o usamos para fins eleitorais como vocês o fazem. As mulheres com véu também são nossas irmãs e não deixaremos que usem a sua fé para os seus interesses políticos."